# Giovanni Battista Caccia
Giovanni Battista Caccia (Vaprio d'Agogna, 22 luglio 1571 – Milano, 19 settembre 1609) è stato un nobile italiano.
Detto anche Il Caccetta, Signore della Rocca di Briona e di altri possedimenti, è stato un nobile vissuto nella zona poi provincia di Novara. Le uniche informazioni storiche sul Caccia sono desunte dal cosiddetto Manoscritto Caccetta, copia degli atti processuali riguardanti il feudatario, ritrovato negli anni '70 nell'archivio parrocchiale della canonica di Suno, in provincia di Novara.

## Biografia
Nato il 22 luglio 1571 nel castello del paese di Vaprio d'Agogna, fu l'ultimo rappresentante ufficiale della sua casata, i Caccia, importante famiglia di Novara. Divenne noto alle cronache locali per essere stato un signorotto dai tratti spietati, autoritari e sanguinari. Si distinse per le macchinazioni ai danni della monarchia spagnola, che all'epoca dominava le terre del Ducato di Milano.
Nel 1597 prese in sposa Antonia Tornielli, nobildonna novarese, e pare che la uccise offrendole dolci avvelenati. Il personaggio del Caccetta — nome dovuto alla supposta piccola statura — fu descritto come un ribaldo sanguinario e anarchico, dai sentimenti filofrancesi e dal comportamento duro e schivo. Ebbe sempre la compagnia di gruppi di delinquenti da lui assoldati, delle sorte di bravi che svolgevano per suo conto mansioni d'ogni sorta, compresi alcuni efferati omicidi. Residenza privilegiata del Caccetta fu la rocca di Briona, fortificazione adibita a residenza ma anche a base cruciale per dare il via a mosse militari e politiche segrete ai danni del dominio spagnolo. Al Caccetta va riconosciuto un ruolo importante come mobilitatore di sentimenti antispagnoli nella provincia novarese, gettandosi in prima persona in avventure e alleanze offrendosi come ambasciatore e proponendo la sua stessa figura come condottiero delle truppe francesi.
Tra il 1600 e il 1602 allestì nei sotterranei della rocca una zecca clandestina, le cui monete coniate servivano per finanziare le attività antispagnole. L'atteggiamento del nobile nei confronti della Chiesa non fu pacifico, dato che l'uomo era un nemico vero e proprio per il clero, specie verso preti e frati. Fece uccidere il canonico Serafino Conti di Novara che si opponeva al suo progetto di matrimonio con la nobildonna novarese Margherita Casati, già fidanzata con Agostino Canobio, figlio di Amico, e per tali crimini fu bandito da Briona e costretto a ritirarsi a Gattinara, ove le sue malefatte non conobbero termine. Nonostante questo, al Caccetta si deve l'inaugurazione del cantiere per la nuova -e attuale- chiesa di Vaprio d'Agogna, maestoso edificio tra i maggiormente decorati e ricchi della provincia. Il progetto si ebbe su insistenza del vescovo di Novara Carlo Bascapè; il Caccetta diede il proprio supporto specialmente in quanto la chiesa precedente, dimessa e vecchia, era situata all'interno delle mura del Castello di Vaprio, il quale non solo era un possedimento del nobile, ma era anche e soprattutto una sua residenza estiva e luogo di nascita. Egli dunque non gradiva avere ogni settimana un afflusso di persone nei pressi dell'abitazione.
Il Caccetta fu infine catturato e imprigionato il 4 ottobre 1602, e il suo processo si protrasse per anni in vari luoghi; Novara, Briona, Milano e anche Vercelli. Le diverse accuse di omicidio che pendevano su di lui passarono quasi in secondo piano per i giudici, che si concentrarono sulla propaganda antispagnola del nobile novarese.
Tuttavia il Caccetta venne condannato per molti omicidij dal Capitano di giustizia e giustiziato per decapitazione a Milano con le onoranze dovute a un nobile, sul corso di Porta Tosa, il 19 settembre 1609. La salma venne prima riposta nei sepolcri dell'Ospedale Maggiore e infine condotta, dietro pagamento di 50 scudi, a Novara ove ricevette sepoltura nella chiesa di San Giovanni Decollato. Il Caccia fu il primo nobile condannato a morte in epoca spagnola.

## Nella cultura popolare
La figura di Giovanni Battista Caccia compare, seppur limitatamente, nel romanzo storico La chimera di Sebastiano Vassalli, opera ambientata nelle campagne novaresi del Seicento in cui si fondono elementi fittizi a fatti reali; il Caccetta viene descritto come un uomo misterioso e inquietante che incita gli abitanti di Zardino a ribellarsi agli spagnoli, annunciando che sta recandosi con i suoi scagnozzi a cercare alleati. Egli vive nelle terre situate oltre la sponda opposta del fiume Sesia, che delimitava i possedimenti spagnoli.
La stessa figura di Giovanni Battista Caccia, i cui atti processuali hanno attraversato i secoli narrandone la storia, avrebbe fornito ispirazione ad Alessandro Manzoni per delineare il personaggio del signorotto di Pescarenico Don Rodrigo ne I promessi sposi. Le similitudini tra i due in effetti non mancano: entrambi sono accomunati dall'essere figure rivoltose e anarchiche, nobili di una piccola rocca, insofferenti alla giustizia, attorniati da drappelli di bravi a loro fedeli, autori di omicidi, vandalismi e delinquenze minori, prevaricatori sugli ecclesiastici, facinorosi, burberi e macchinatori. Non una coincidenza anche il periodo in cui sono vissuti entrambi, il Seicento, periodo di ambientazione dei Promessi Sposi. Manzoni svolse ricerche approfondite, prendendo ispirazione da molti fatti e personaggi realmente esistiti, per creare una perfetta struttura che reggesse il romanzo in un contesto fedele alla Storia stessa.
La nota Monaca di Monza stessa potrebbe essere stata una ulteriore figura che Manzoni avrebbe creato basandosi su una cugina di Giovanni Battista Caccia, fattasi monaca e trasferitasi proprio nel comune lombardo, come testimonia bene il saggio di Sergio Monferrini Facinoroso, sanguinario, homicidiario et vendicativo - Giovanni Battista Caccia detto il Caccetta.